# Глен Метрополіт
Глен Метропо́літ (англ. Glen Metropolit; народився 25 червня 1974, Торонто, Онтаріо, Канада) — канадський хокеїст, центральний нападник.

## Кар'єра
Виступав за «Атланта Найтс» (ІХЛ), «Гранд-Рапідс Гріффінс» (АХЛ), «Портленд Пайретс» (АХЛ), «Вашингтон Кепіталс», «Тампа-Бей Лайтнінг», «Йокеріт» (Гельсінкі), ХК «Лугано», «Атланта Трешерс», «Сент-Луїс Блюз», «Бостон Брюїнс», «Філадельфія Флайєрс», «Монреаль Канадієнс», ХК «Цуг», «Адлер Мангейм», «Больцано». 
У складі національної збірної Канади учасник чемпіонату світу 2006.

## Досягнення
- 2005 Срібний призер СМ-Ліги у складі «Йокеріт» (Гельсінкі).
- 2006 Чемпіон Швейцарії у складі ХК «Луґано».
- 2012 Володар Кубку Шпенглера у складі збірної Канади.
- 2015 Чемпіон Німеччини у складі «Адлер Мангейм».